# 一市裕納
一市 裕納 （いちいち ゆうな）は日本の漫画家。主に商業誌で成人向け漫画を執筆しているほか、同人サークル「一市流本家」にて同人誌「TRAD」シリーズを個人で発表している。ほぼ全ての作品が小学生年齢の少女を対象としたいわゆるロリータもの成人向け漫画であるが、そうでない作品には「紅 友人」（くれない ともひと）という別ペンネームを用いることがある。なお2018年からは「一市 裕為」（いちいち ゆうな）にペンネームを変更、さらに2019年後半から「一市ユウナ」（いちいち ゆうな）にペンネームを変更した。

## 単行本リスト
1. ファーストノック
  - 1997年7月 桜桃書房〈EXコミックス〉
  - 2002年10月（2002年11月11日発行） ジェーシー出版〈ジェーシーCOMICS〉 - 復刊版
  - 本当の私／BREAK FREE／PURE VISION／冬休み／冬休み2／LOVE♡LETTERS／セパレイト･ブルー／彼女のシグナル／扉の春／雨をぬけて／冬の手のひら
2. 進化の法則
  - 1998年8月 桜桃書房〈EXコミックス〉
3. リトルイノセント 
  - 1999年8月 ヒット出版社〈セラフィンコミックス〉
4. 魔法のひとみ
  - 2000年4月 心交社〈ゲイザーコミックス〉
5. 寄り道
  - 2000年6月 ティーアイネット〈MUJIN COMICS〉
6. 路草
  - 2001年8月 ティーアイネット〈MUJIN COMICS〉
7. 小さな彩り
  - 2002年10月 ティーアイネット〈MUJIN COMICS〉
8. シンプルライン
  - 2004年5月 ティーアイネット〈MUJIN COMICS〉
9. ろじうら-炉児裏-
  - 2009年3月（2009年4月25日発行） オークス〈華陵COMICS〉 ISBN 978-4-86105-718-2
  - Visit day／Frail job／Frail Job 〜day2〜／午睡／エタニティ／えむ／ねぇ2／夏の日／シンプルライン／FRIEND／DIARY／あとがき
10. して、と少女はつぶやいた。
  - 2012年3月 オークス〈華陵COMICS〉